# Haliclystus sinensis
Haliclystus sinensis is een neteldier uit de klasse Staurozoa. 
Het dier komt uit het geslacht Haliclystus en behoort tot de familie Lucernariidae. Haliclystus sinensis werd in 1937 voor het eerst wetenschappelijk beschreven door Ling.